# توماس بيت
توماس بيت (19 سبتمبر 1892 - 22 أبريل 1957 بنورثامبتون في المملكة المتحدة) (بالإنجليزية: Thomas Pitt)‏ هو لاعب كريكت بريطاني (وحمل سابقاً جنسية المملكة المتحدة لبريطانيا العظمى وأيرلندا).